# Küçükçekmecespor
Küçükçekmecespor ist ein türkischer Fußballverein aus Küçükçekmece. Mit vielen Auf- und Abstiegen in kurzer Zeit, insbesondere in den 1990er Jahren, kann man Küçükçekmecespor als Fahrstuhlmannschaft bezeichnen.

## Geschichte

### Gründung und frühe Jahre
Küçükçekmecespor wurde 1911 in Eminönü als Süleymaniye Sirkeci gegründet, als Vereinsfarben wurden Blau und Orange gewählt. Später wurden die Farben jedoch auf Schwarz und Weiß abgeändert, um eine Verwechslung mit Fenerbahçe Istanbul zu vermeiden. Von 1914 bis 1924 sowie von 1926 bis 1949 spielte der Verein in der Istanbul Ligi.
1970 gelang Küçükçekmecespor erstmals der Aufstieg in die 3. Lig, stieg in der Saison 1976/77 aber wieder ab. Anschließend konnte man wieder aufsteigen und stieg in der Saison 1981/82 sogar in die 2. Lig auf. In der Saison 1984/85 stieg man dann wieder in die 3. Lig ab. 1990 zog der Verein nach Küçükçekme um und änderte den Vereinsnamen in den heutigen Namen Küçükçekmecespor um, auch die Vereinsfarben wurden geändert, diesmal entschied man sich für Grün-Weiß.

### Neuzeit
In der Saison 1990/91 stieg der Verein in die 2. Lig auf und 1993 wieder ab, bis 1999 spielte man in der 3. Lig. Nach mehreren Auf- und Abstiegen stieg der Verein in der Saison 2010/11 in die TFF 3. Lig auf, musste in der folgenden Saison jedoch erneut den Abstieg hinnehmen, mit 40 gesammelten Punkten landete man auf dem 17. Platz, dem drittletzten Platz und einer Tordifferenz von −14. Karsspor hatte dieselbe Punktzahl wie Küçükçekmecespor, hatte jedoch mit −10 die bessere Tordifferenz und konnte die Klasse halten.